# Djuptjärnen (Anundsjö socken, Ångermanland, 705608-160078)
Djuptjärnen är en sjö i Örnsköldsviks kommun i Ångermanland och ingår i Moälvens huvudavrinningsområde.